# Arboreto de Arkansas
El Arboreto de Arkansas (en inglés: Arkansas Arboretum) es un arboreto y jardín botánico 71 acres (29 hectáreas) de extensión que se encuentra en Little Rock, EE. UU.

## Localización
El jardín botánico se ubica en el interior del Parque del Estado de la Montaña Pinnacle al pie de la "Montaña Pinnacle" a lo largo del Río Little Maumelle.
Arkansas Arboretum  Pinnacle Mountain State Park — Little Rock, Arkansas-Estados Unidos.34°50′9.6″N 92°28′48″O / 34.836000, -92.48000

## Historia
La misión propuesta con en esta exhibición es la de mostrar la variedad de Flora existente en las diferentes zonas biogeográficas que abarca el territorio del estado de Arkansas.

## Colecciones
En el arboreto la flora y los árboles de las plantaciones corresponden a las seis regiones geográficas que se encuentran albergadas en el territorio de Arkansas.
- Llanuras salpicadas de colinas
- Zonas de valle
- La región de la meseta de Ozark
- La llanura de las tierras bajas
- Praderas de hierbas altas
- La llanura aluvial de los márgenes del río Misisipi

Recorriendo toda la zona visitable hay un sendero interpretativo pavimentado de  0.6-millas (1.0 km).